# النعامة (مدينة)
النعامة، مدينة و بلدية تابعة إقليميا لدائرة النعامة ولاية النعامة الجزائرية.

## وصلات أخرى

### وصلات داخلية
- ولاية النعامة

### وصلات خارجية
- الموقع الرسمي لولاية النعامة.
- موقع إذاعة جيجل الجهوية: البث الحي (هنا).
- النعامة للأخبار: موقع أخبار ولاية النعامة.